# Накасацунай
Накасацунай (яп. 中札内村 Накасацунай-мура) — село в Японии, находящееся в уезде Касай округа Токати губернаторства Хоккайдо. Площадь села составляет 292,69 км², население — 4089 человек (30 июня 2014), плотность населения — 13,97 чел./км².

## Географическое положение
Село расположено на острове Хоккайдо в губернаторстве Хоккайдо. С ним граничат город Обихиро, посёлки Тайки, Синхидака, Ниикаппу и село Сарабецу.

## Население
Население села составляет 4089 человек (30 июня 2014), а плотность — 13,97 чел./км². Изменение численности населения с 1980 по 2005 годы:
| 1980 | 3785 чел. |  |
| 1985 | 4101 чел. |  |
| 1990 | 4277 чел. |  |
| 1995 | 4319 чел. |  |
| 2000 | 4116 чел. |  |
| 2005 | 3983 чел. |  |

## Символика
Деревом села считается дуб зубчатый, цветком — ландыш, птицей — полевой жаворонок.